# آبشار وست پرونگ هیکی فورک کریک
آبشار وست پرونگ هیکی فورک کریک (به انگلیسی: Waterfall on West Prong Hickey Fork Creek) آبشاری است که در جنگل ملی پیزگاه، کارولینای شمالی واقع شده و ارتفاع کلی ریزشگاه آن ۳۰ فوت (۹٫۱ متر) است.